# 아크릴산
아크릴산(Acrylic acid)은 유기 화합물이자 불포화 카복실산에 속하는 물질이다. 바이닐폼산이나 에틸렌카복실산, 프로펜산이라고도 하며, 실험적으로는 알릴알코올을 두 번 산화시키거나 클로로프로피온산의 탈염화수소 반응, 옥시프로피온산의 탈수 반응을 통해 얻으며, 공업적으로는 아세틸렌의 카르보닐화 반응을 이용하여 얻는다.
 현재의 산업 합성은 프로필렌의 선택적 산화에 기초한다. 프로판은 아크릴산 생산을 위한 유망한 공급원이다.

## 성질, 활용
상온에서 무색 투명하며 아세트산과 비슷한 자극성의 냄새가 나는 액체 상태로 존재한다. 녹는점은 14 °C, 끓는점은
141 °C이며, 밀도는 1.051g/mL이다. 용해성이 매우 높아 물, 알코올, 벤젠 등의 다양한 용매에 쉽게 녹는다.
아크릴산과 그 에스터는 분자 내에 이중결합을 가지고 있어, 자기 자신과 첨가중합하거나 다른 단량체들과 공중합하여 다양한 고분자를 만들어낸다. 아크릴산의 중합을 통해 만들어진 수지는 물에 녹아 점성도가 높은 용액을 만드므로 래커, 니스, 잉크 등에서 점도를 높여주는 용도로 많이 쓰이며, 아크릴산의 에스터가 중합하여 형성되는 고분자는 아크릴 수지의 일종이다.

## 위험성
부식성이 매우 강하여, 피부나 눈에 닿으면 각막 등에 심각한 화상을 일으키며 회복 불가능한 손상을 입히는 경우도 있다. 눈이 아크릴산 증기에 노출된 경우 눈이 충혈되거나 가렵게 되는 경우도 있다. 다량 접촉했을 경우 각막에 심한 화상을 입힌다. 그 증기를 흡입한 경우 호흡기 계통에 화상을 일으킬 수 있으며, 졸음이나 두통, 기침, 호흡 곤란을 유발하기도 한다.
아크릴산은 438 °C에서 자연발화하는 가연성 기체이며, 공기와 섞여 있을 경우에는 닫혀있는 용기에서 50 °C에서 불이 붙는다. 주변에 불꽃이 있거나 온도가 높은 조건에서는 불이 붙기 쉽다.

## 같이 보기
- 메타크릴산
- 아크릴아마이드